# Feria y Fiestas de San Mateo

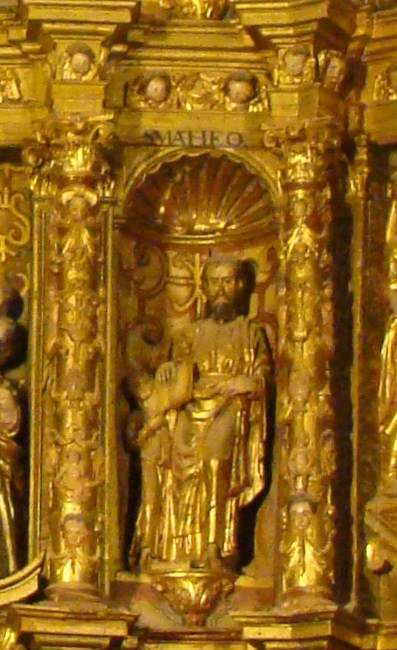
San Mateo en el retablo de Santa Ana

Las Ferias y Fiestas San Mateo son unas celebraciones llevadas a cabo en la ciudad de Fregenal de la Sierra y están comprendidas normalmente entre el 21 y el 25 de septiembre, aunque siempre buscan el fin de semana más cercano a la festividad de San Mateo.

## Antecedentes a la Feria de San Mateo
Las ferias y mercados servían de punto de encuentro para productores, comerciantes y consumidores, que durante varios días mostraban su género traído de diferentes lugares. Para asegurar la afluencia de público, era usual asociar la feria con algún santo protector, como es el caso de San Mateo, San Miguel o San Lucas y solían coincidir con los períodos de menor trabajo agrícola y ganadero.

### Feria del Corpus Christi

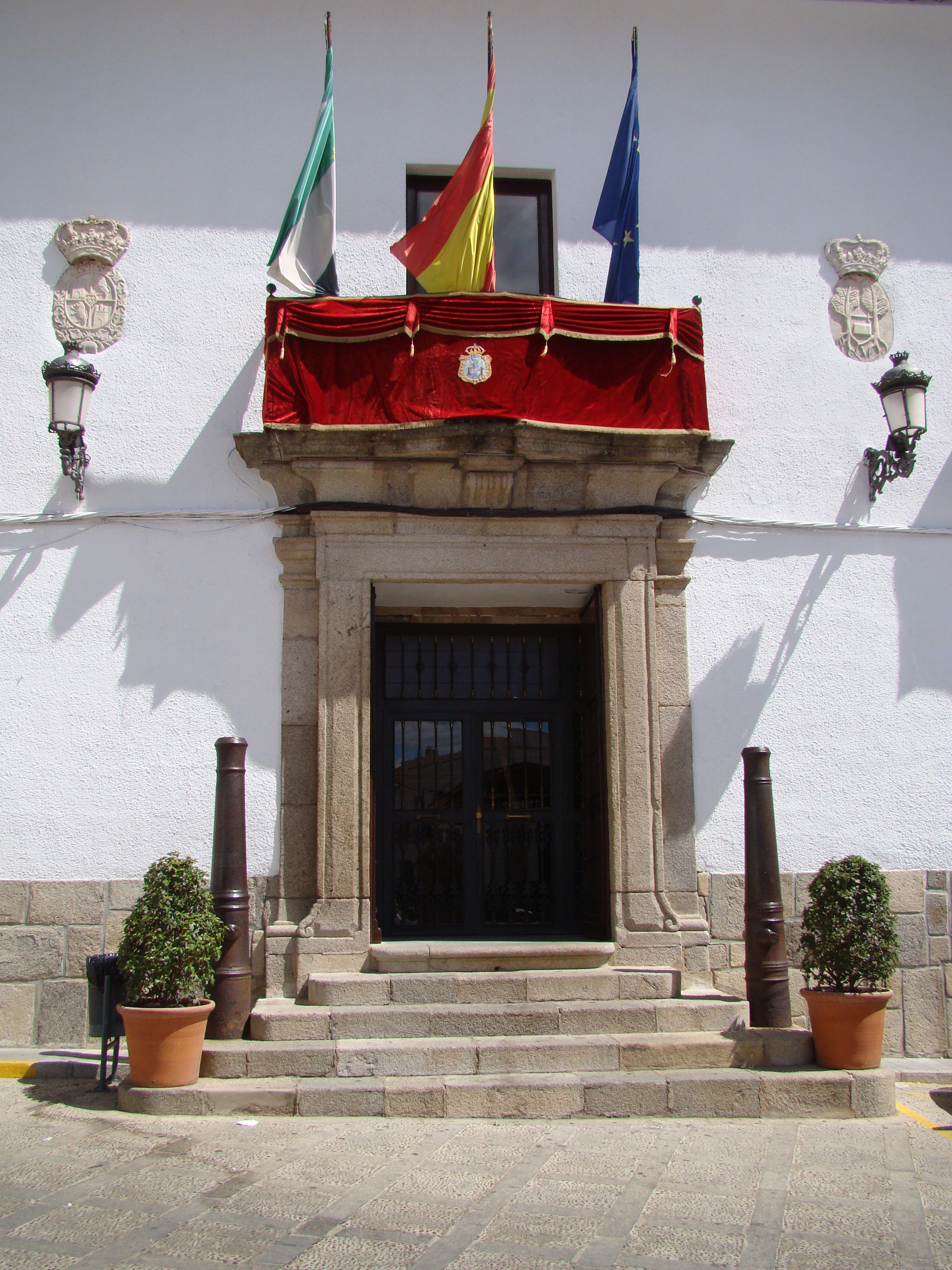
El Ayuntamiento de Fregenal de la Sierra es adornado habitualmente durante las diferentes fiestas en la ciudad.

Iniciada en fecha aún por determinar, la primera feria Frexnense, conocida como Feria del Corpus Christi, se mantiene probablemente hasta inicios del siglo XVII, cuando se intenta recuperar de la crisis en la que se veía sumida desde finales del siglo anterior. Se opta por un cambio de fechas para adecuarla al ciclo de ferias de la comarca. En ella se vendían una amplia gama de productos artesanales, agrícolas y ganaderos.

### Feria de San Lucas
Calificada por el propio concejo sevillano “como muy rica y de gran afluencia”, la segunda feria de Fregenal conocida como Feria de San Lucas, ya estaba desarrollada en 1703, aunque no es posible fijar con exactitud su fecha de origen. Por aquel entonces la feria tenía una duración de ocho días y solía marcarse en el calendario entre el 18 y el 25 de octubre.

## Feria de San Mateo
Celebrada bajo la advocación del santo Mateo, curiosamente este hecho no responde a ninguna relación especial con él, pues no existe imagen alguna de culto de San Mateo en ninguna de las tres iglesias, salvo una reseña en el retablo de Santa Ana donde se representa también al resto de evangelistas y apóstoles.
Los historiadores R. Caso y J.L. Fornieles apuntan a dos posibles justificaciones del calendario elegido. La primera es la coincidencia con la finalización del ciclo estival propio de la recogida de granos, y la segunda es que la fecha más recomendable para su celebración ya estaba ocupada por la famosa Feria de Zafra, con lo deciden organizarla lo más próxima posible a la feria segedana y valerse de su fama.
La feria de la ciudad se proveía en buena parte del ganado procedente de Andalucía que se dirigía a la ciudad de Zafra y que subía con semanas de antelación. Se pretendía que hicieran una parada en Fregenal antes de seguir su camino, al igual que los comerciantes de seda de Sevilla o plateros de Córdoba, que buscaban en Fregenal otro lugar para rentabilizar sus transacciones y abrirse a un nuevo mercado.

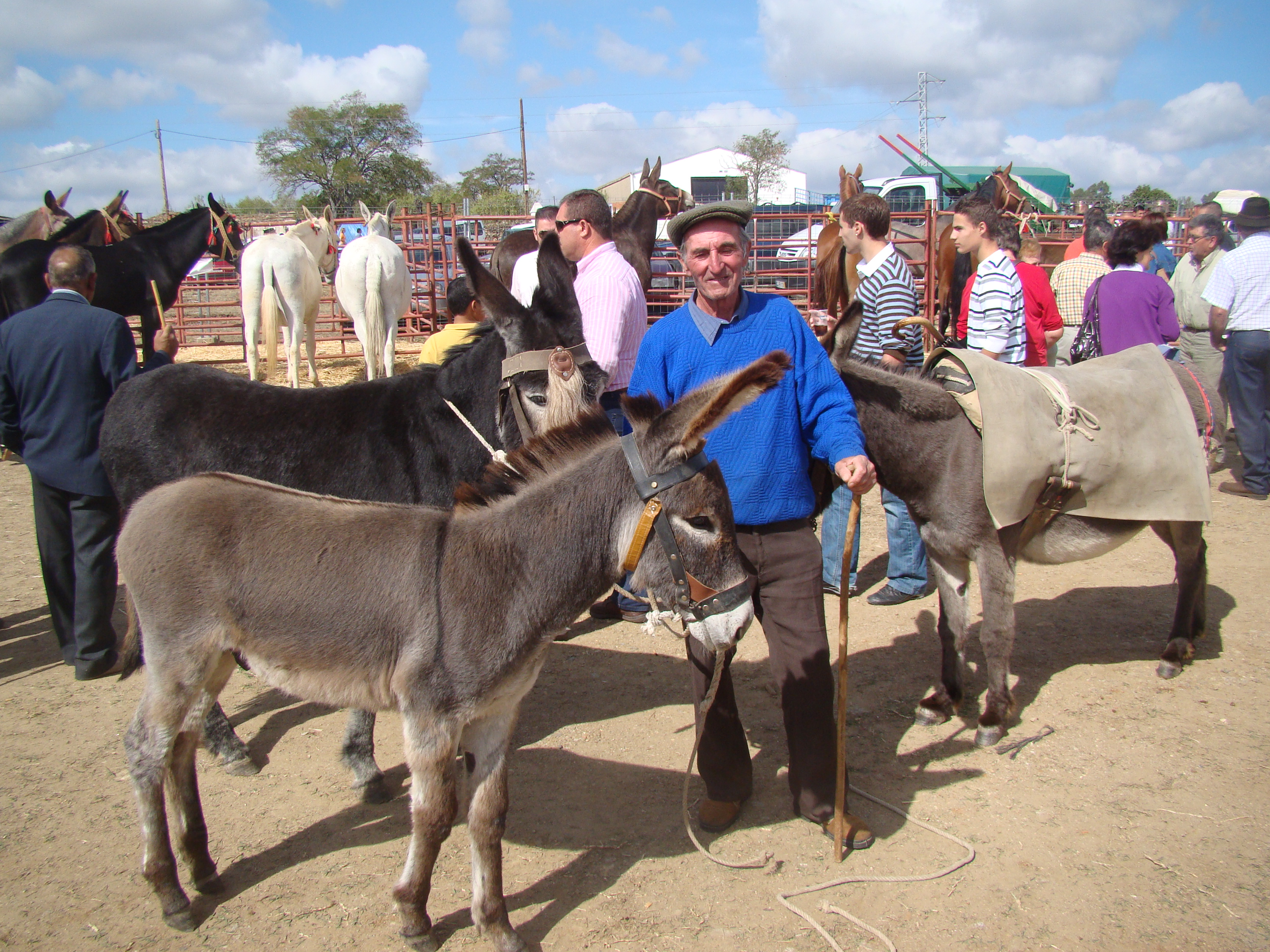
Rodeo de la Feria de San Mateo.

En cuanto al ganado, los más abundantes eran el porcino, equino y vacuno. Se llegó a negociar unas 8.000 cabezas de cerdos, con unas transacciones monetarias que superaban los dos millones de reales. 
La organización de una feria de semejantes características acarreó numerosos problemas, como por ejemplo el estado de los caminos o la falta de agua, que llevó a la construcción en 1843 en el real del Rodeo del conocido Pilar de la Albuera.
La inseguridad en los caminos, provocó que las autoridades pusieran en marcha un grupo armado de escopeteros cuya misión era vigilar y proteger los caminos por donde llegaban los ganaderos y comerciantes. Dada la importancia económica de la feria, sólo fue suspendida en tres ocasiones, y por causas de fuerzas mayores: para evitar el contagio del cólera morbo, durante la dominación francesa y en 1823 a causa de unos graves enfrentamientos locales.
La organización del espacio en la feria era similar al actual, en el Paseo de la Constitución y alrededores se ubicaban las tiendas de género. El Rodeo se organizaba en el “Lejío”, e incluso en las actuales calles Orihuelas. En la calle El Rodeo, nombrada así por desembocar
en las calles hasta donde llegaba el rodeo, también se ubicaban numerosos puestos.

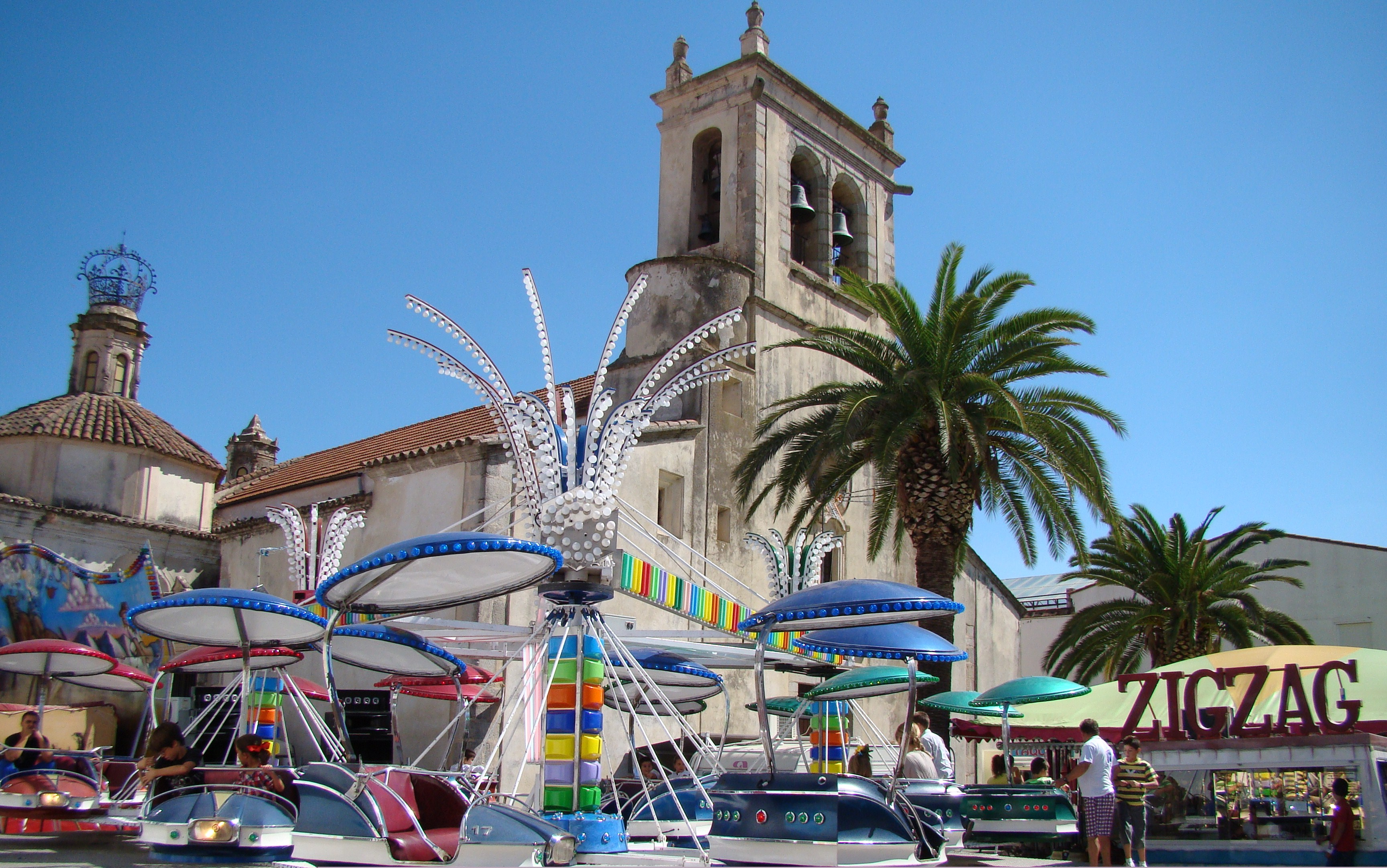
Atracciones de la Feria en el llano de Santa Catalina

El carácter comercial y económico de la feria se amplió al ocio y al entretenimiento, lo que atrajo a un mayor número de visitantes. Importantes atracciones taurinas, circos, casetas de tiro, cines, aeroplanos y elevación de globos eran algunos de los numerosos atractivos
de la Feria San Mateo, que alcanzó su punto álgido en las décadas de los 40 y 50, cuando la feria local adquirió una importancia no sólo comarcal, sino regional. Su reconocimiento llega hasta tal punto que en 1940 el Ayuntamiento solicitó habilitar trenes especiales para
la feria, así como vagones de trigo como suministro para los visitantes, y en ocasiones, sus días de celebración llegaron hasta el día 26 de septiembre.

### La feria en la actualidad
Fiel a su tradición ganadera, la Feria de San Mateo continúa siendo un punto de encuentro para ganaderos de toda la comarca. Desde hace unos seis años, es la asociación ASFEMA (Asociación para el desarrollo agrario y ferial San Mateo), junto con el Excmo. Ayuntamiento, la encargada de recuperar y organizar el antiguo rodeo de la ciudad. En la actualidad, la feria de Fregenal ofrece un atractivo recinto ferial, en el que se dan cita multitud de instituciones, ganaderos y comerciantes cuyo fin último perdura a lo largo de los siglos, dar a conocer sus productos.
Las transacciones económicas son amenizadas por la venta y exhibiciones de ganado equino, y por exposiciones de ganado ovino y bovino. Concursos, paseo de caballos, degustaciones, exhibiciones... se dan cita durante los días de celebración del mercado ferial ganadero. En cambio, el resto de atracciones, casetas y puestos de feriantes se ubican en el mismo lugar que ocuparon antaño. En el Paseo de la Constitución se encuentra la caseta municipal y en sus aledaños los numerosos puestos y tenderetes llenan las calles de la ciudad de una multitud de productos y atractivos.

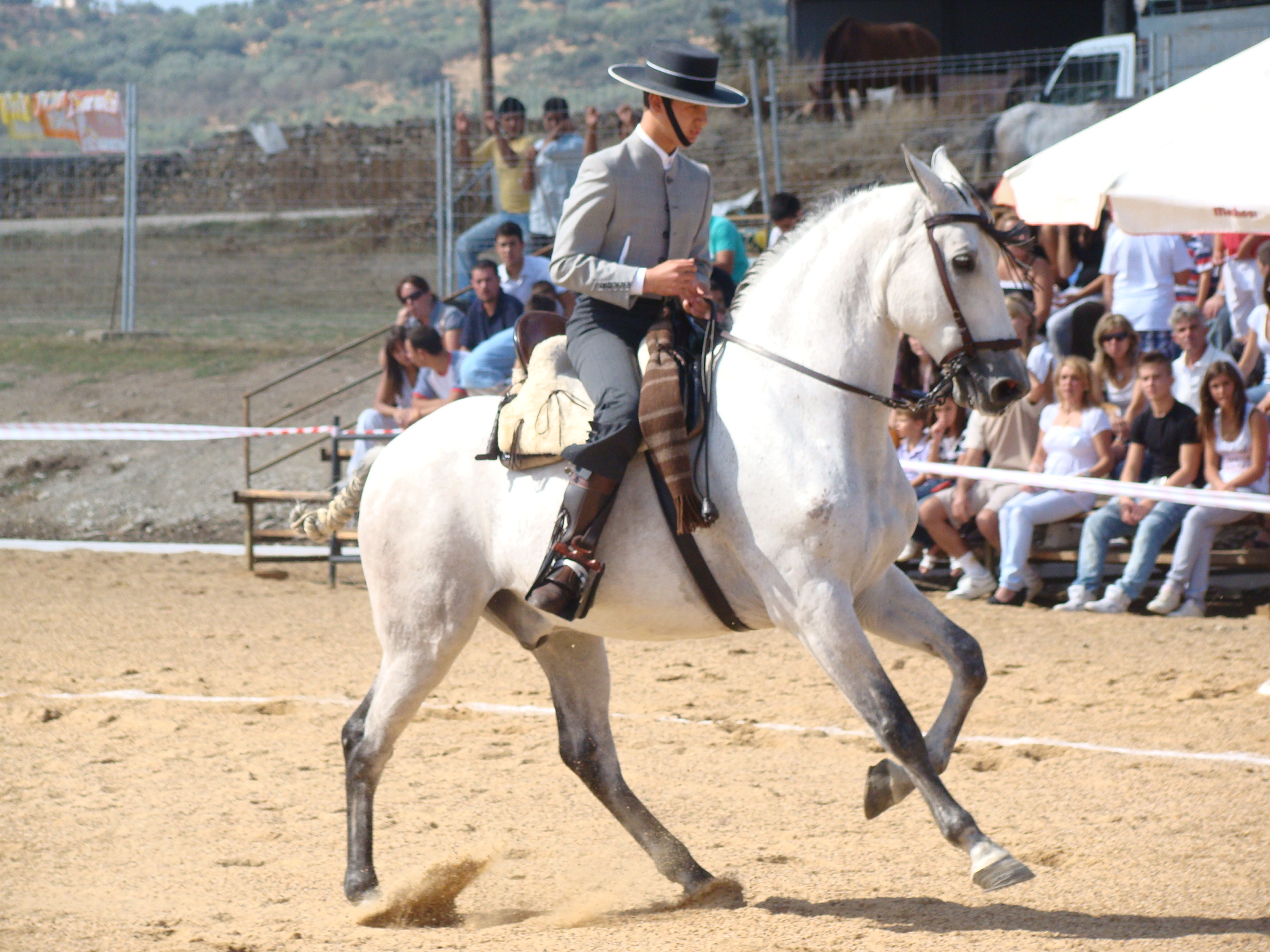
Exhibición de doma vaquera en el Rodeo de ganado
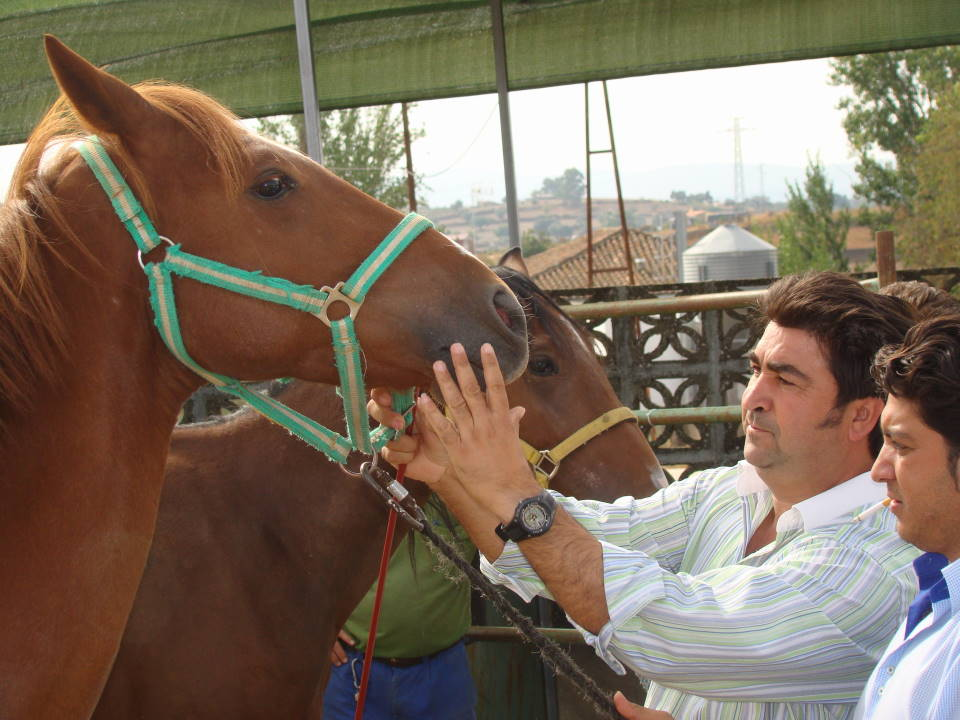
Rodeo de Ganado
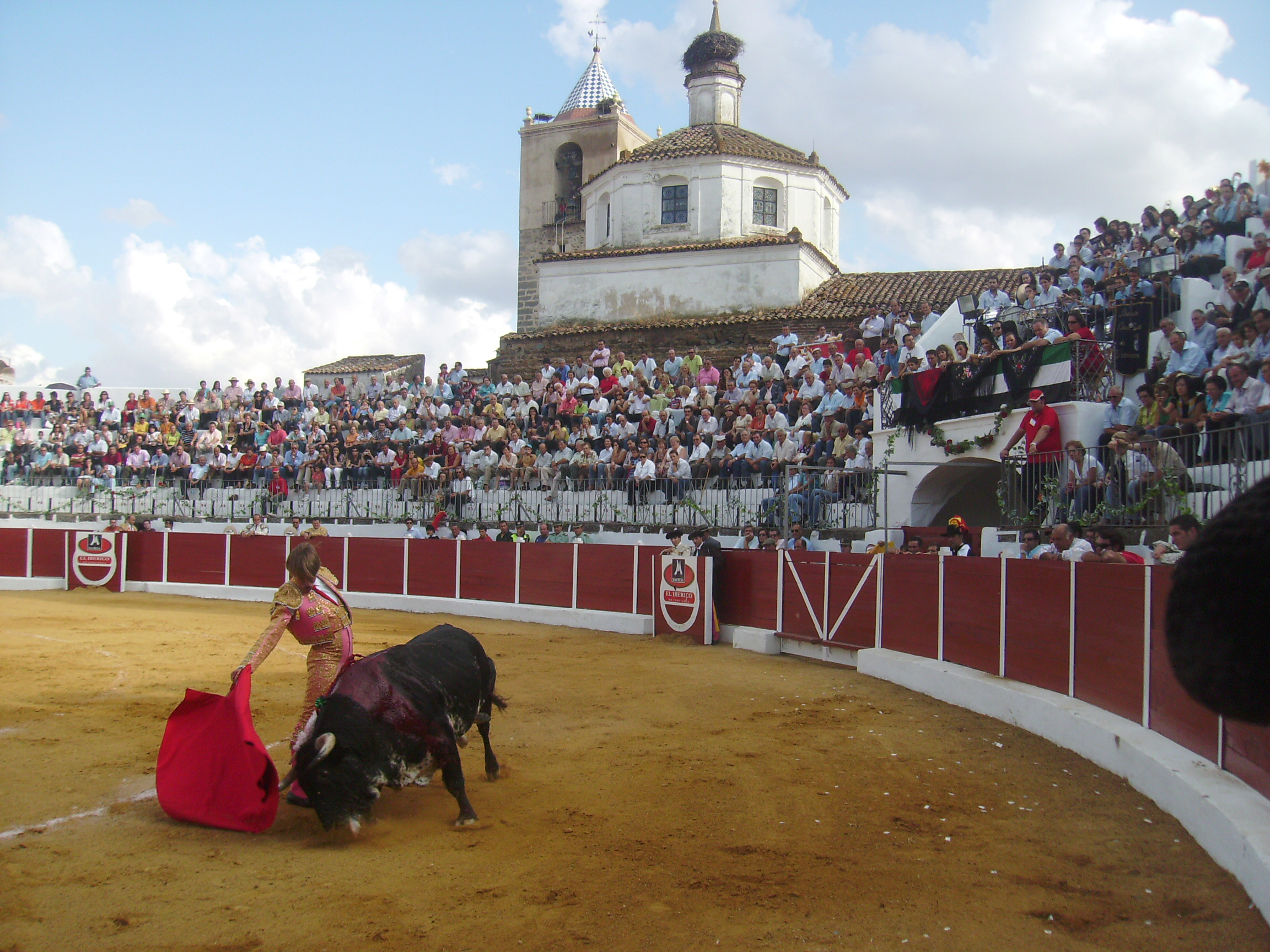
Corrida de Toros en la Plaza emblemática de Fregenal